# Pacià Masadas i Teixidó
Pacià Masadas i Teixidó (Barcelona, ? - L'Ametlla del Vallès, 22 de juny de 1873) fou un advocat, propietari i polític català. El seu pare, Josep Francesc Masadas i Santmartí, era un conegut argenter i propietari de l'actual barri de la Sagrera (Barcelona). Fou elegit diputat el 1854. El 1856, ja vidu de Elionor Roquer, es casà amb Amàlia Baradat i Vera, natural del Kingstown (Jamaica). Posteriorment va substituir Estanislau Figueras i de Moragas en el districte de Barcelona a les eleccions generals espanyoles de 1871. Amb uns terrenys de la seva propietat es va construir des del 1877 l'actual plaça Masadas.